# Francis Garnier

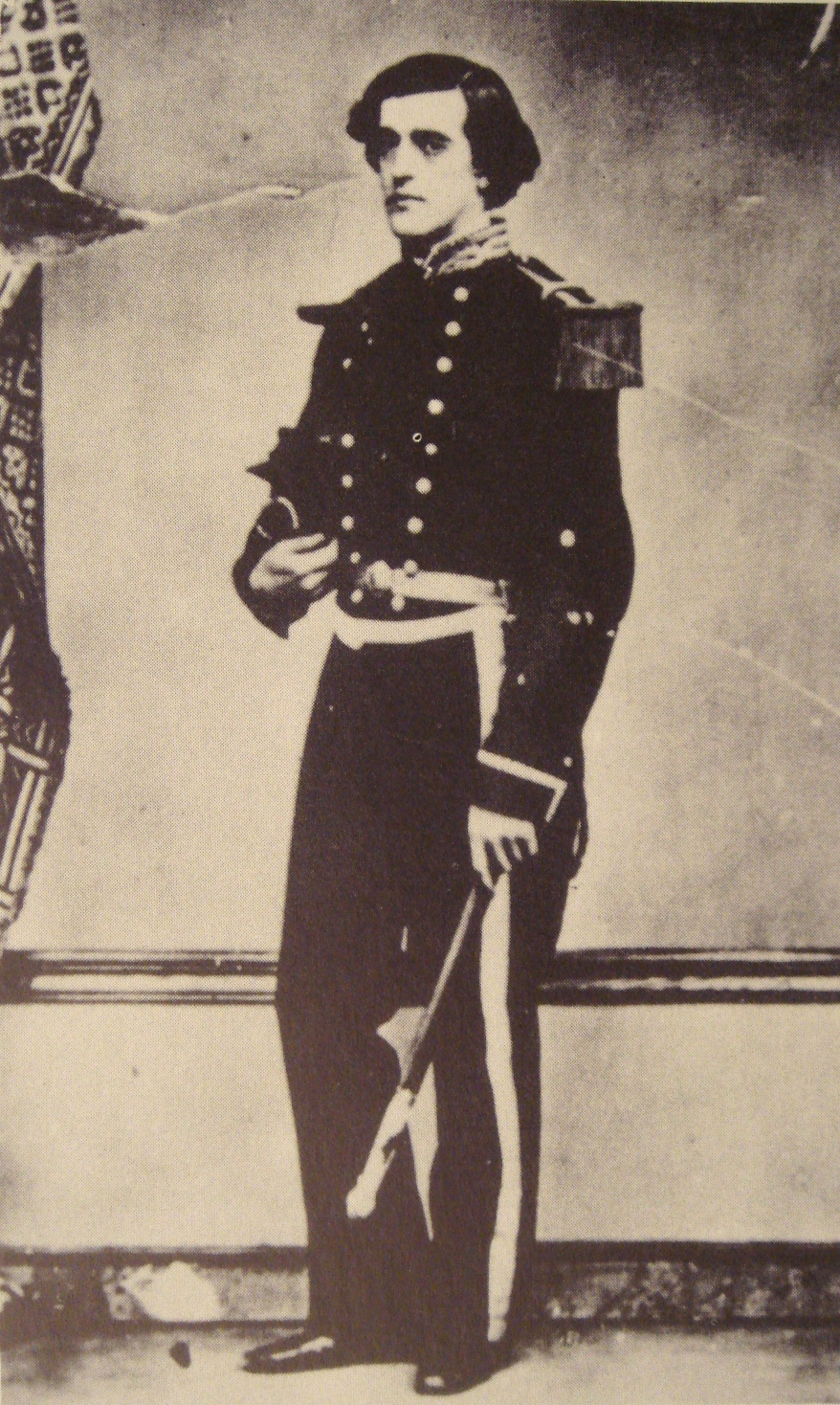
Francis Garnier omstreeks 1860

Marie-Joseph-François (Francis) Garnier (Saint-Étienne, 25 juli 1839 - nabij Hanoi, 21 december 1873) was een Frans marineofficier en ontdekkingsreiziger in Oost- en Zuidoost-Azië.

## Biografie
Hij werd geboren in Saint-Étienne als zoon van Alexandre Garnier, een voormalig cavalerieofficier, en groeide op in Montpellier. Tussen 1855 en 1857 werd hij opgeleid aan de École navale (marineschool). Als jonge officier werd hij in 1860 toegevoegd aan de staf van admiraal Léonard Victor Charner. Hij nam deel aan de Franse expeditie in China en de inname van Peking tijdens de Tweede Opiumoorlog. Daarna volgde Garnier les aan de École de Tir (artillerieschool) in Vincennes. In 1863 werd hij naar Zuidoost-Azië gestuurd. Hij maakte er deel uit van het Franse militaire bestuur. In 1865 werd hij bevorderd tot luitenant-ter-zee. In juni 1866 voer hij als tweede in bevel de Mekong op in een expeditie om de loop van de rivier te verkennen. Hij maakte kaarten van de reis en deed wetenschappelijke waarnemingen. In 1867 aanschouwde hij als een van de eerste westerlingen de Angkor Wat in Cambodja. Na deze expeditie die twee jaar duurde, keerde hij eind 1868 naar Frankrijk terug. Zijn geïllustreerde verslagen over zijn reizen in Zuidoost-Azië maakten hem een beroemdheid in Frankrijk.
Tijdens het Beleg van Parijs (1870-1871) diende hij in de generale staf in Parijs. In oktober 1872 reisde Garnier weer naar Azië. Tussen mei en juli 1873 verkende hij de Yangtze in China. Eind 1873 reisde hij naar Tonkin op bevel van admiraal Marie Jules Dupré omdat daar een opstand was uitgebroken. Als bevelhebber van 120 man slaagde Garnier erin Hanoi en verschillende forten in de omgeving te veroveren. Op 21 december 1873 viel hij bij Hanoi in een hinderlaag van Chinese huurlingen en werd op gruwelijke wijze vermoord. Zijn dood werd in de Franse pers breed uitgesmeerd.

## Monument
In 1875 werd zijn stoffelijke resten overgebracht naar Saigon. In 1905 werd in Parijs bij het station Port-Royal een monument opgericht voor Francis Garnier. In 1987 werden zijn assen in dit monument geplaatst.

## Afbeeldingen

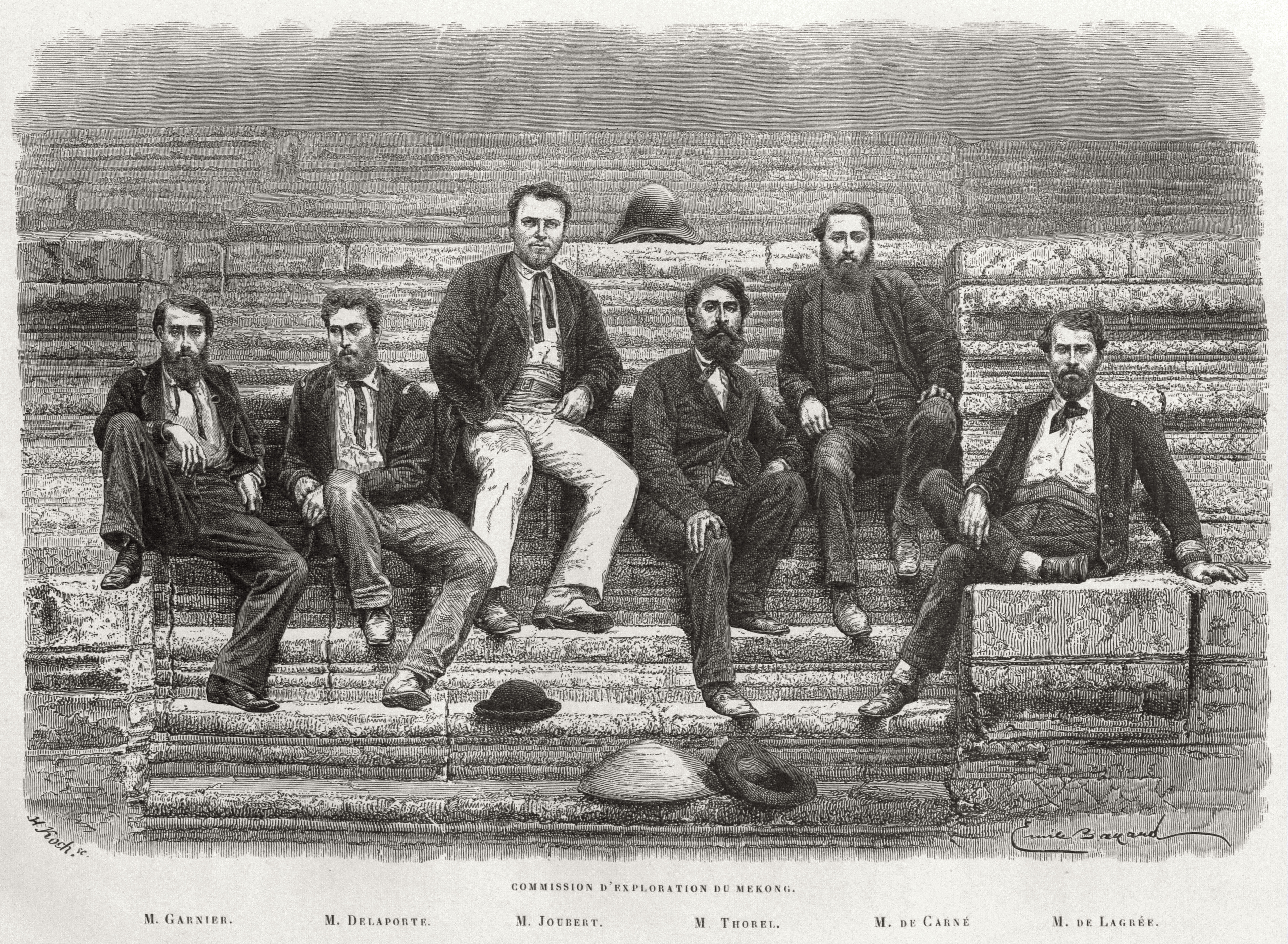
Garnier (uiterst links) in Angkor Wat
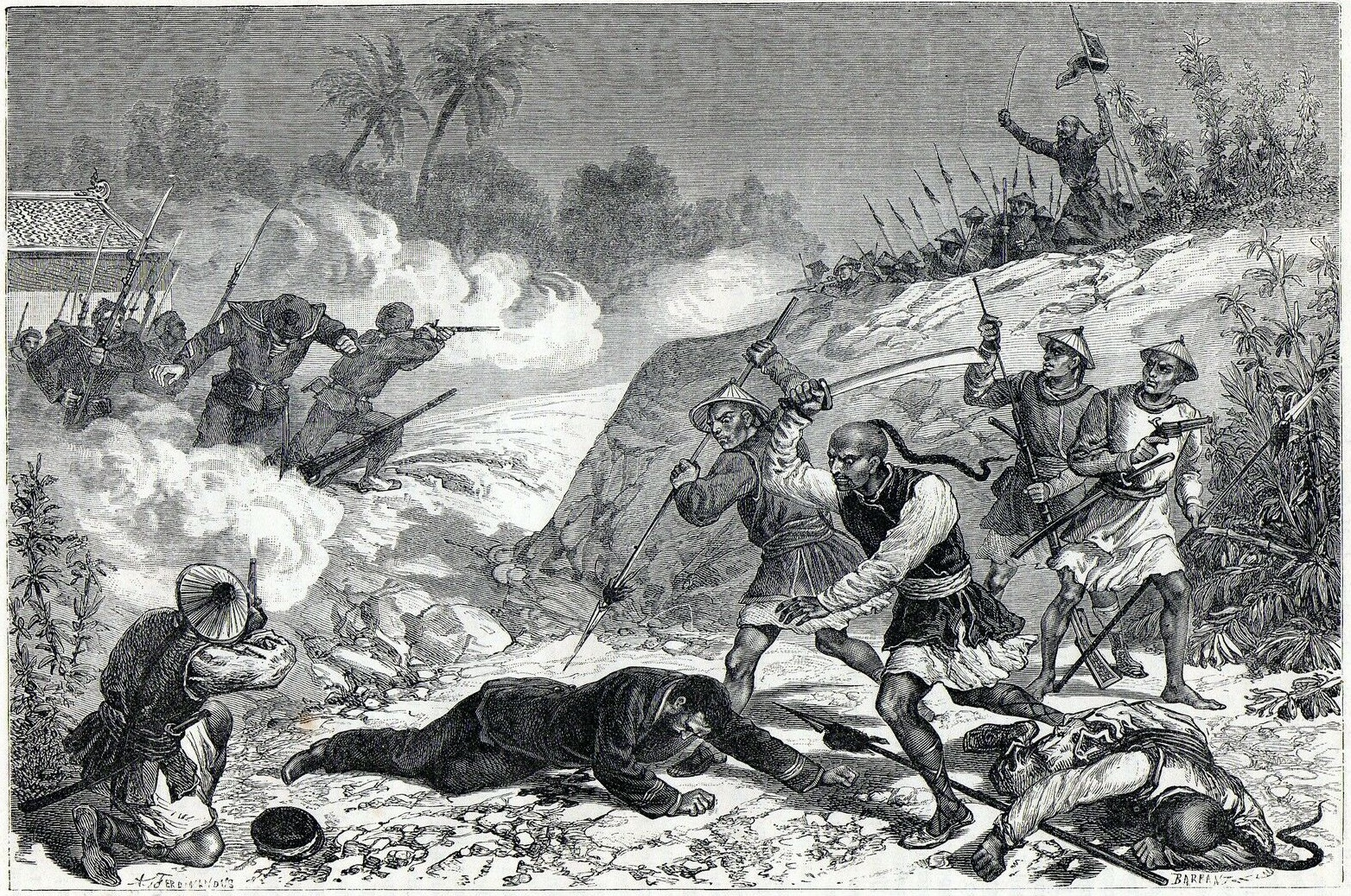
De dood van Garnier
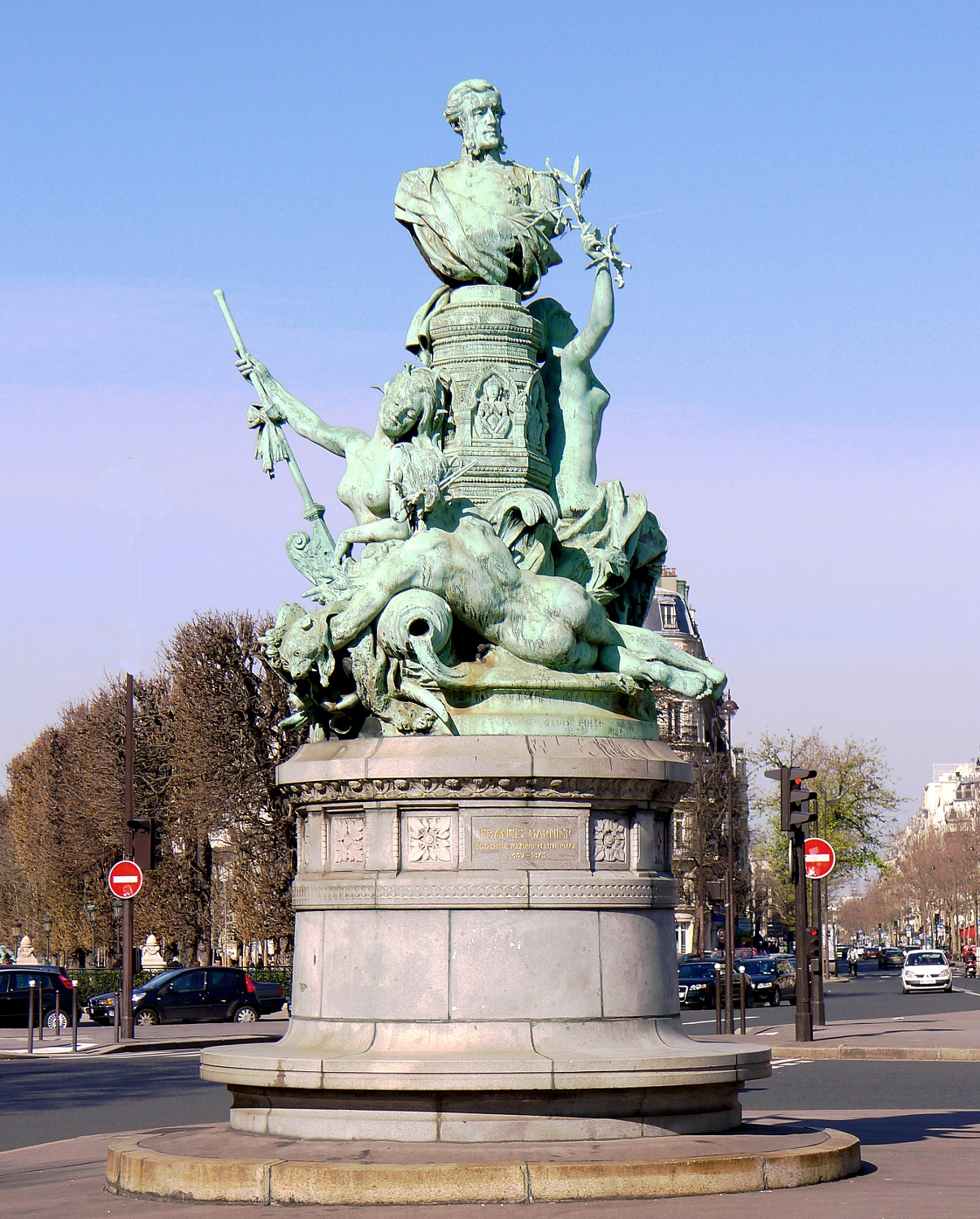
Monument voor Garnier in Parijs